# Ommatius complanatus
Ommatius complanatus là một loài ruồi trong họ Asilidae. Ommatius complanatus được Scarbrough miêu tả năm 1993. Loài này phân bố ở vùng Tân nhiệt đới.